# Scarthyla goinorum
Espèce
Synonymes
- Hyla goinorum Bokermann, 1962
- Scarthyla ostinodactyla Duellman & de Sá, 1988

Statut de conservation UICN

 LC  : Préoccupation mineure
Scarthyla goinorum est une espèce d'amphibiens de la famille des Hylidae.

## Répartition et habitat
Cette espèce se rencontre entre 50 et 200 m d'altitude, :
- dans l'ouest de l'Amazonie brésilienne dans les États  d'Acre, d'Amazonas et du Rondônia ;
- dans le sud de la Colombie dans le département d'Amazonas ;
- au Pérou dans les régions de Madre de Dios, d'Ucayali et de Loreto ;
- dans le nord de la Bolivie dans les Départements de Pando, de La Paz et de Beni.
- en Guyane, où elle a été découverte en 2022, à Ouanary.

Elle vit dans les zones marécageuses de la forêt tropicale humide de basse altitude.

## Étymologie
Elle est nommée en l'honneur des herpétologistes Coleman Jett Goin et Olive Lynda Bown Goin.

## Publication originale
- Bokermann, 1962 : Cuatro nuevos hylidos del Brasil (Amphibia, Salientia, Hylidae). Neotropica, vol. 8, no 27, p. 81-91.